# Milan Kalina
Milan Kalina (Servisch: Милан Калина) (Belgrado, 13 augustus 1956) is een voormalig Servisch handballer.
Op de Olympische Spelen van 1984 in Los Angeles won hij de gouden medaille met Joegoslavië, nadat men in de finale West-Duitsland had verslagen. Kalina speelde vijf wedstrijden en scoorde 21 doelpunten.
Zlatan Arnautović · Mirko Bašić · Jovica Elezović · Mile Isaković · Pavle Jurina · Milan Kalina · Slobodan Kuzmanovski · Dragan Mladenović · Zdravko Rađenović · Momir Rnić · Branko Štrbac · Veselin Vujović · Veselin Vuković · Zdravko Zovko